# Amerikaanse presidentsverkiezingen 1828
De Amerikaanse presidentsverkiezingen van 1828 gingen tussen de zittende president John Quincy Adams, die kandidaat voor de National Republican Party was, en zijn Democratische rivaal Andrew Jackson.

## Geschiedenis
De Democratisch-Republikeinse Partij was verdeeld geraakt na de controversiële uitslag van de vorige verkiezing en opgesplitst in twee nieuwe partijen, de sociaal-conservatieven Democratische Partij onder leiding van Jackson en de klassiek-liberalen Nationale Republikeinse Partij onder het leiderschap van Adams en Henry Clay, ook de Federalistische Partij sloot zich aan bij de Nationale Republikeinse Partij. De Nationale Republikeinse Partij ging in 1833 echter al weer op in de Whig Partij, de voorloper van de hedendaagse Republikeinse Partij.

## Campagne
Adams had bij de verkiezingen van 1824 Jackson verslagen na een beslissing in het Huis van Afgevaardigden hetgeen Jackson had verbitterd. De campagne stond in het teken van beschuldigingen over en weer. Jacksons karakter, wiens vrouw tijdens hun huwelijk nog niet gescheiden bleek te zijn, werd inzet van Adams' campagne. De Democraten aan de andere kant schilderden Adams af als "elitair", terwijl Jackson de "man van het volk" was.
Beleidsmatig was er een verschil van opvatting over de Tweede Nationale Bank die in 1816 was opgericht. Jackson vond dat de bank, die niet erg populair was in de westelijke staten te veel de belangen van bedrijven behartigde en niet het belang van het Amerikaanse volk behartigde.

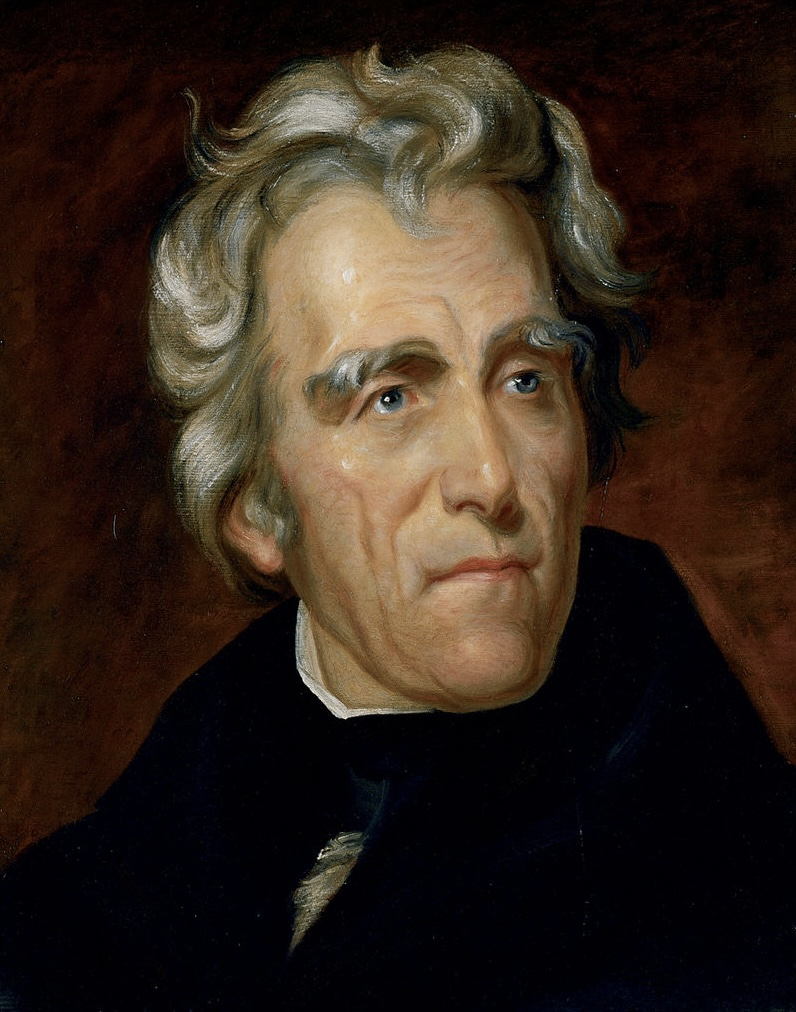
Voormalig Senator Andrew Jackson uit Tennessee Democratische Partij
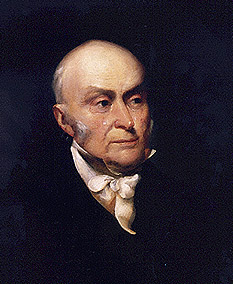
President John Quincy Adams uit Massachusetts Nationale Republikeinse Partij

- Voormalig 
 Senator 
 Andrew Jackson 
 uit Tennessee 
 Democratische Partij
- President 
 John Quincy Adams 
 uit Massachusetts 
 Nationale 
 Republikeinse Partij

### Vicepresidentskandidaten

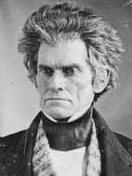
Vicepresident John Calhoun uit South Carolina Democratische Partij
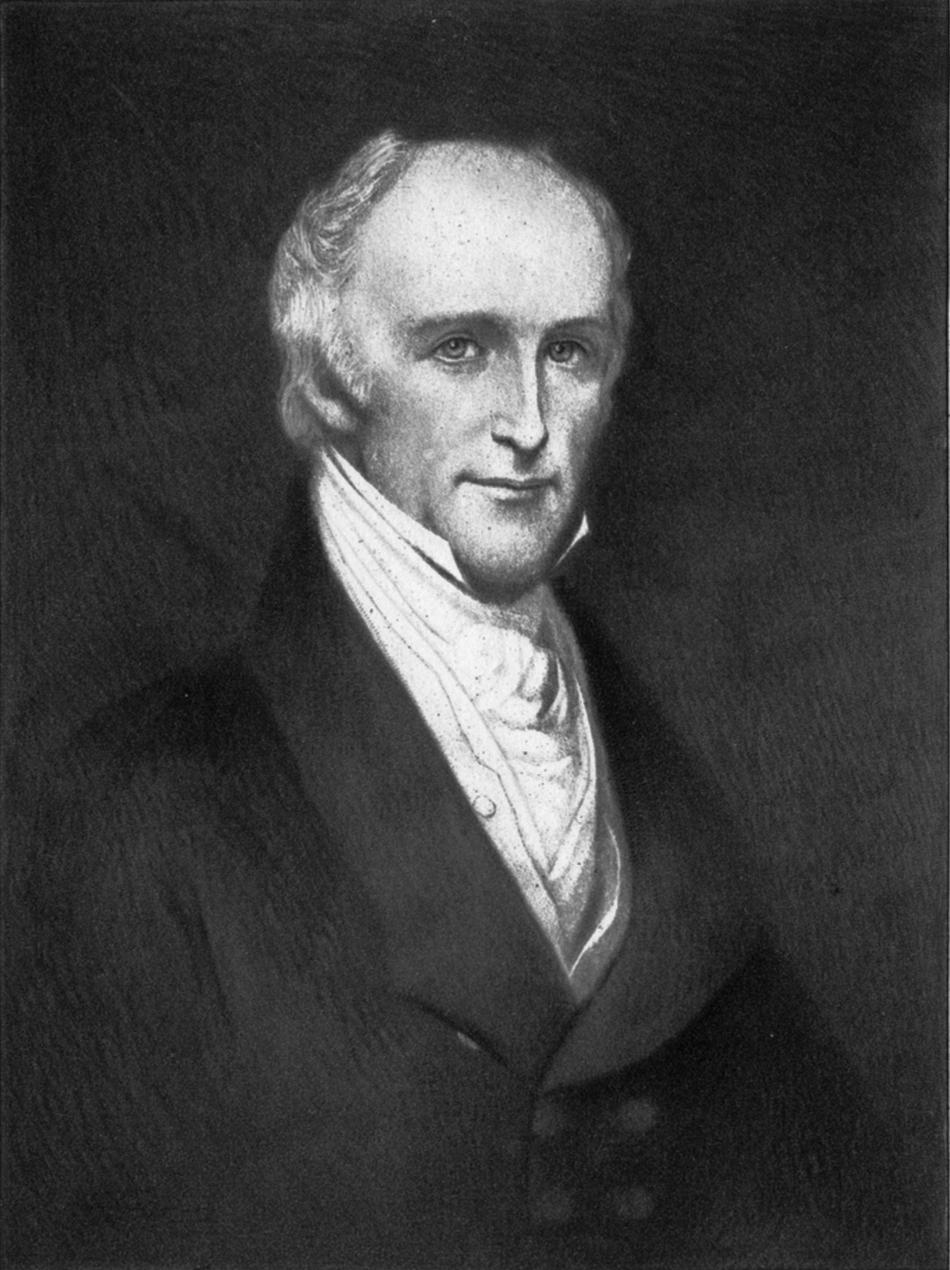
Minister van Financiën Richard Rush uit Pennsylvania Nationale Republikeinse Partij

## Uitslag
President Adams won de staten in het noordoosten alsmede New Jersey en Delaware, terwijl Jackson in de rest van het land verreweg de meest populaire kandidaat was. De uiteindelijk stemming in het kiescollege leverde Jackson 178 kiesmannen op, terwijl Adams er 83 achter zijn naam kon schrijven.
| Kandidaat         | Partij                         | Kiesmannen | Percentage | Running mate                |
| ----------------- | ------------------------------ | ---------- | ---------- | --------------------------- |
| Andrew Jackson    | Democratische Partij           | 178        | 68,2%      | John Calhoun William Smith* |
| John Quincy Adams | Nationale Republikeinse Partij | 83         | 31,8%      | Richard Rush                |
| TOTAAL            |                                | 261        | 100%       |                             |

Voetnoot: Calhoun kreeg 171 kiesmannen achter zich voor het vicepresidentschap, terwijl 7 kiesmannen voor Smith kozen
| Naam            | Andrew Jackson              | John Quincy Adams              |
| Partij          | Democratische Partij        | Nationale Republikeinse Partij |
| Thuisstaat      | Tennessee                   | Massachusetts                  |
| Running mate    | John Calhoun, William Smith | Richard Rush                   |
| Kiesmannen      | 178                         | 83                             |
| Gewonnen staten | 16                          | 10                             |
| Aantal stemmen  | 642,553                     | 500,897                        |
| Percentage      | 56.0%                       | 43.6%                          |